# Mo.Do.
Mo.Do. foi um grupo musical italiano de rock progressivo.

## História
Grupo de menor expressão, proveniente de Bérgamo, fundado em 1978, pelo ex-baterista do Dalton, Locatelli, o grupo publicou um único álbum em 1980.
La scimmia sulla schiena del re é um disco com oito músicas, de duração breve, com típicas influências clássicas de muitos outros grupos e algumas sonoridades e mudanças de ritmo derivadas de bandas como Gentle Giant. Metade das músicas é instrumental, com a inicial Preludio in D.
Lamentavelmente o interesse pela música progressiva já havia diminuído quando saiu o álbum, e a sua limitada distribuição provocou a separação do grupo pouco depois.

## Formação
- Valerio Cherubini (guitarra, flauta, voz)
- Stefano Barzaghi (guitarra)
- Gianantonio Merisio (teclados, voz)
- Roberto Colleoni (baixo)
- Walter Locatelli (bateria)

## Discografia

### LP
- 1980 - La scimmia sulla schiena del re (IAF, LPA 90001)

### CD
- 1993 - La scimmia sulla schiena del re (Mellow, MMP 162)